# Polsat Play
Polsat Play — польский развлекательный телеканал медиагруппы Polsat, вещающий с 2008 года. Целевой аудиторией являются мужчины.

## История
Тестовое вещание телеканала началось ещё 1 мая 2007 под именем Playboy Polska, но он не был доступным. 6 сентября 2007 он стал носить имя Play TV, а 6 октября 2008 был официально запущен вместе с Polsat Café.

## Вещание
Основу сетки вещания составляют документальные фильмы, программы об автомобилях, здоровом образе жизни и ситкомы. Представлены проекты польского и иностранного производства. По ночам выходят передачи и фильмы с наличием эротических сцен.
Канал является шифрованным, доступен на цифровой платформе Polsat на 9-й и 75-й кнопках, с 1 сентября 2010 доступен на платформе CYFRA+ на 106-й кнопке и в кабельных сетях. Основным конкурентом телеканала является TVN Turbo.

## Ведущие
- Пжемыслав Салета
- Влодзимеж Зинтарский
- Ивона Райцнер
- Яцек Качиньский
- Михал Гулевич
- Мария Гуральчик